# 太子建設
太子建設開發股份有限公司，簡稱太子建設，是臺灣的一家建設公司，為臺灣商業臺南幫的一員，成立於1973年9月，由台南紡織、統一企業、環球水泥等公司集資成立。成立時公推吳修齊為董事長、總經理為莊南田與陳仁欽，總公司位於臺南市:423。1974年台北分公司、1978年台中分公司、1979年高雄分公司亦陸續設立，並於1991年公開上市，成為少數推案遍及全臺灣的建設公司。

## 代表作品
- 1976年至1977年，臺南太子成功新城。位於民德路、海安路、臨安路包圍起來的地塊，太子建設將立人街附近魚塭地約6000坪開發為四層連棟公寓社區。[1]:423
- 1977年，臺北仁愛路哈佛大廈，三門聯合建築師事務所。
- 1979年，臺南太子大樓，郭茂林KMG建築師事務所。竣工後，供作太子建設及臺南紡織辦公之用，是當時臺南第一高樓。
- 1984年，臺北三連大樓，郭茂林KMG建築師事務所。以臺南幫創辦人之一吳三連為名。

## 關係企業
- 時代國際飯店（W Hotel）
- 大成工程
- 誠實營造
- 統一國際開發
- 台中金典酒店
- 太子保全（页面存档备份，存于）

## 外部連結
- 太子建設集團（页面存档备份，存于）